# 펜팔

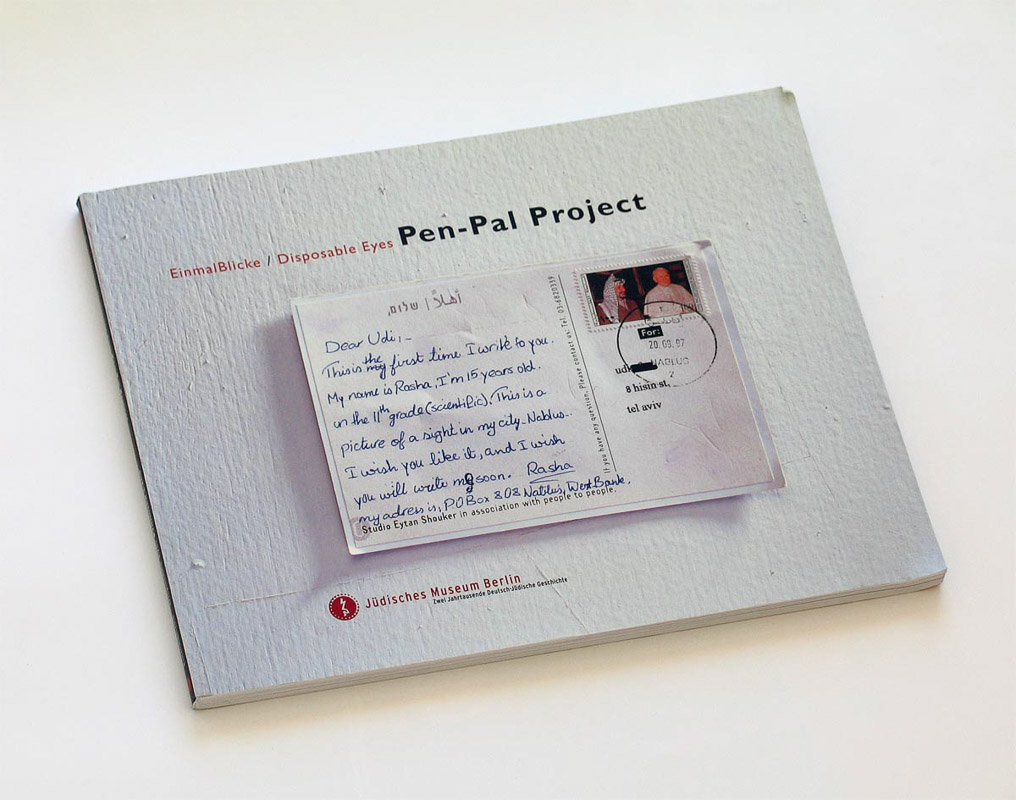

펜팔(pen pal)은 주로 편지를 통해 친분을 유지하는 친구 또는 그 관계를 이르는 말로, 친분 관계를 맺는 사람들 간의 공간적인 거리가 클 때 쓰이는 것이 일반적이다.

## 좋은 점
펜팔은 친구 관계의 형성뿐만 아니라 외국어 학습, 문자 해독 능력의 향상, 다른 문화나 생활방식에 대한 지식 습득 등을 위한 수단으로도 사용된다. 현대에 들어서는 전자 우편이나 인스턴트 메신저 기술이 개발되어 쉽고 빠르게 펜팔 관계를 형성할 수 있게 되었다.